# Wierzejki
Wierzejki – wieś w Polsce położona w województwie lubelskim, w powiecie łukowskim, w gminie Trzebieszów.
| SIMC    | Nazwa             | Rodzaj    |
| ------- | ----------------- | --------- |
| 0693256 | Nart              | część wsi |
| 0693262 | Wierzejki-Kolonia | część wsi |

Wieś szlachecka położona była w drugiej połowie XVI wieku w ziemi łukowskiej województwa lubelskiego.  W latach 1975–1998 miejscowość administracyjnie należała do województwa siedleckiego.
Wieś stanowi sołectwo w gminie Trzebieszów. Według Narodowego Spisu Powszechnego z roku 2011 wieś liczyła 228 mieszkańców.
Wierni Kościoła rzymskokatolickiego należą do parafii Dziesięciu Tysięcy Rycerzy Męczenników w Trzebieszowie.

## Gospodarka
We wsi funkcjonowały zakłady mięsne. 